# 杰森·布洛克
杰森·布洛克（英語：Jason Desmond Anthony Brooke，1985年4月22日—），全名杰森·德斯蒙德·安东尼·布洛克，是砂拉越王国布洛克王朝末代王储安东尼·布洛克的孙子。目前担任布洛克遗产基金会主席。

## 简历
杰森·布洛克，1985年4月22日出生于英国伦敦，幼时曾居住在苏格兰爱丁堡和爱尔兰东海岸。他在都柏林大学学院完成英文文学本科，后来获得都柏林三一学院国际关系硕士学位。杰森·布洛克目前居住在英国伦敦和马来西亚砂拉越两地。
2011年，他被赋予大不列颠及爱尔兰皇家亚洲学会学者（Fellows of the Royal Asiatic Society，简称 FRAS）的名衔。他也是"砂拉越协会"（The Sarawak Association）终身会员及理事会成员。砂拉越协会是在1924年由杰森·布洛克的曾祖父伯特伦·布洛克（Bertram Brooke）所创立。他活跃于赛艇活动，曾于2007-2008年担任都柏林大学学院的艇长。
杰森·布洛克因近年来活跃于推广布洛克王朝的历史而闻名于世界各地。他也是布洛克遗产基金会的主席。2011年，他代表布洛克家族向英国政府要求正式免除其祖父，末任王储安东尼·布洛克有关暗杀行动的指控。英国政府曾指控安东尼·布洛克曾参与1949年暗杀砂拉越第二任殖民地总督的计划。同年三月，在洗白安东尼·布洛克罪名的记录流出后，英国广播公司第四台播放了相关纪录片。此时正值安东尼·布洛克逝世后的几个星期内。2013年，杰森·布洛克携带其祖父的骨灰返回砂拉越安葬，并参与了公共追悼会。时任代理英国驻马来西亚高级专员也出席了该追悼会，代表英国政府向布洛克家族道歉，一并清除了对安东尼·布洛克的所有指控。
他致力于推广砂拉越的历史，并将重要的历史文件发布在互联网上任人免费浏览。2012年，他通过布洛克基金会发布即将建设布洛克展览厅的计划。展厅位于布洛克家族在砂拉越古晋所建设的玛格烈达堡内。此计划是为了庆祝2016年砂拉越立国175周年纪念。
杰森·布洛克与砂拉越图书馆、砂拉越文物局、砂拉越各个社团等签署了不少重要的备忘录。他也受委任为电影技术顾问，为正在筹备中的布洛克家族历史电影给予相关意见。该电影由好莱坞制片商制作。

## 家庭
杰森·布洛克是凯伦·玛丽·拉宾（Karen Mary Lappin）和詹姆士·伯特伦·莱昂内尔·布洛克（James Bertram Lionel Brooke）的儿子。